# Povoação de Long Tin
Povoação de Long Tin (chinês tradicional: 龍田村, pinyin: Lóngtián Cūn) foi um antigo povoado situado na Península de Macau, actualmente desaparecido. A documentação fiscal da magistratura do Condado de Heung Shan (香山縣) confirma que o território integrava a China, tendo sido ocupado pelos portugueses a partir do 5.º ano do reinado do imperador Guangxu da dinastia Qing (1879).

## Localização
Antigamente, Long Tin situava-se a sul do acampamento de Qianshan, fora dos limites urbanos de Macau, ao sul da aldeia de Mong Há, com a colina de Qinshan a protegê-la a leste. A sua localização corresponde, aproximadamente, à actual área delimitada pelas ruas do Visconde de S. Januário, de Luís Gonzaga Gomes, do Padre Basílio Pereira e de Ferreira do Amaral. O povoado era abastecido por duas nascentes montanhosas, Long Hau Maior e Long Hau Menor, que forneciam água potável e para irrigação agrícola.

## Etimologia
O nome "Long Tin" (龍田, literalmente "Campo do Dragão") é tradicionalmente atribuído ao mestre geomante da dinastia Song, Lai Bu Yi. Segundo a lenda, ao visitar a província de Guangdong, observou que uma veia de energia terrestre (龍脈, lung mai) se dividia em dois ramos: um dirigia-se a Bao’an (próximo da actual Hong Kong), dando origem ao topónimo Kowloon ("Nove Dragões"); o outro seguia para a região de Macau, passando por baixo do Monte da Flor de Lótus, originando dois locais designados por Long Wan ("Baía do Dragão") e Long Tin.

## História

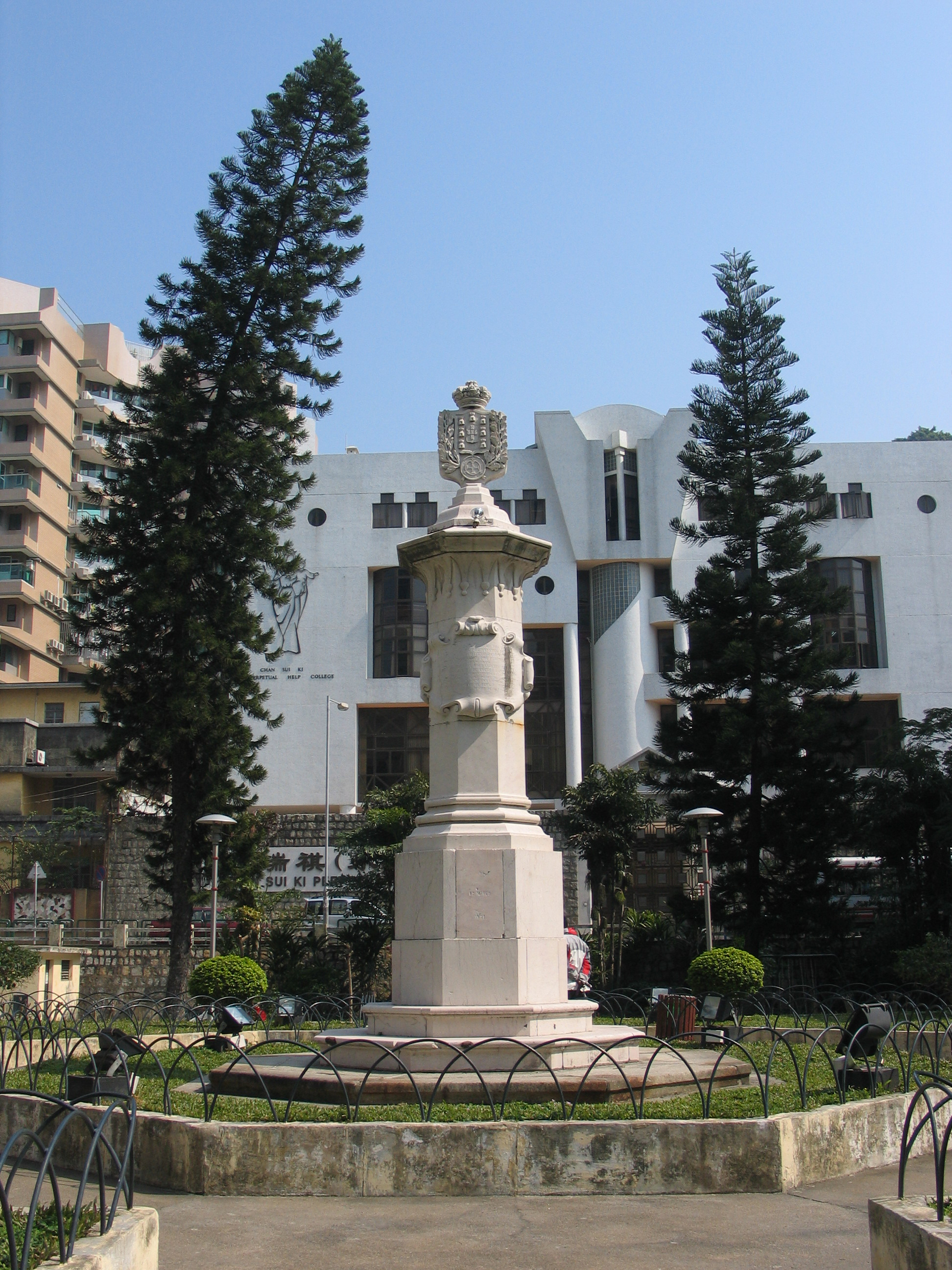
Monumento à Vitória sobre a Holanda no Jardim da Vitória

A povoação de Long Tin terá tido origem no período da dinastia Song, desenvolvendo-se gradualmente até se tornar um dos dois principais aglomerados populacionais sob jurisdição do Condado de Heung Shan. Em 1622 (2.º ano do reinado Tianqi da dinastia Ming), tropas neerlandesas invadiram Macau, desembarcando em Tam Kong Waan e avançando rapidamente até Long Tin, onde foram repelidas pelos habitantes locais junto à confluência das duas nascentes. Em memória da vitória, foi erguido o Monumento da Vitória sobre os Neerlandeses no actual Jardim da Vitória.
O topónimo "Long Tin Tsuen" (龍田村, Aldeia de Long Tin) surge pela primeira vez documentado em 13 de Novembro de 1808 (13.º ano do reinado Jiaqing), num mapa militar elaborado pelo governador-geral de Liangguang, Wu Xiongguang. Paralelamente, documentos preservados no Arquivo Histórico Ultramarino comprovam a existência de transacções fundiárias na aldeia durante o mesmo período.
Com o avanço da ocupação colonial portuguesa, Long Tin foi incorporada no cadastro urbano de Macau, ficando sujeita a tributação. Em 1848 (28.º ano do reinado Daoguang), o governador português Amaral iniciou uma política agressiva de expansão territorial. Em Agosto de 1849, o aldeão Sam Chi Leong, juntamente com Kwok On, Lei Pou, Cheong Sin, Kwok Hong, Chau Yau e Chan Fat, emboscou e assassinou Amaral nas imediações da Porta do Cerco.
Em 1879, o governo Qing revelou-se incapaz de manter a soberania sobre Macau, sendo a povoação de Long Tin definitivamente integrada na administração colonial portuguesa. Segundo o relatório Investigação sobre os Novos e Antigos Arrabaldes de Macau (查覆澳門新舊租界情況疏), nessa altura existiam mais de uma centena de casas, tendo a administração portuguesa demolido várias habitações para construção de estradas. Em 1883 (9.º ano do reinado Guangxu), a aldeia foi oficialmente incorporada nos registos civis, com instalação de numeração nas portas.
Nos anos seguintes, colonos portugueses adquiriram terrenos no local e pressionaram os habitantes a abandonar as suas casas. Segundo o Gazetteer do Condado de Heung Shan, em 1907 (33.º ano de Guangxu), durante uma nova expansão viária, os colonos incendiaram mais de trinta casas, forçando os habitantes à evacuação, compensando-os apenas simbolicamente. Muitos residentes deslocaram-se para a aldeia de Mong Há, enquanto outros, desprovidos de meios, refugiaram-se junto ao sopé da Colina da Fortaleza, onde mais tarde também foram vítimas de incêndios. Com o auxílio de beneméritos, foi então construído o bairro de Pat Po Sa Fong, permitindo a edificação de casas em alvenaria.
Com o abandono total da povoação, as terras de cultivo foram terraplenadas e integradas no espaço urbano. O novo largo passou a servir como campo de exercícios militares e, posteriormente, como espaço recreativo para crianças e eventos equestres. Em 1918, a zona foi urbanizada, surgindo a Rua de Long Tin, mais tarde rebatizada como Rua do Visconde de S. Januário, em homenagem aos ricos colonos portugueses que apoiaram a ocupação. As demais ruas da área receberam nomes de notáveis lusos: Rua de Luís Gonzaga Gomes, Rua do Padre Basílio Pereira e Rua de Ferreira do Amaral. Assim, o nome Long Tin foi gradualmente obliterado da memória colectiva: "As casas de Sam Chi Leong e dos seus companheiros deram lugar às moradas dos potentados portugueses, Long Tin desapareceu, juntamente com os nomes dos seus mártires".

## Património remanescente
Actualmente, pouco resta da antiga povoação de Long Tin, sendo testemunhos históricos apenas o Templo da Terra (Fuk Tak Chi), dedicado ao deus tutelar local, a imagem do Imperador Marcial (Wu Di), bem como estelas das sociedades ancestrais Wing Hing e Kin Long. O templo da Terra e o templo de Wu Di foram trasladados para junto do Mosteiro de Pou Chai, com o apoio da comunidade da aldeia vizinha de Mong Há, as estelas foram instaladas, com autorização, em frente ao Templo da Deusa da Misericórdia.
O local foi igualmente residência de personalidades de relevo, como o abastado comerciante sino-português Lou Wa Siu, que aí construiu os Jardins Lou Lim Ieoc (hoje Jardim Lou Lim Ioc), e Sun Mei, irmão mais velho de Sun Yat-sen, que edificou uma casa em estilo ocidental na Rua do Visconde de S. Januário, hoje convertida no Museu da Casa do Fundador da Pátria.